# 林業経営コンサルタント
林業経営コンサルタント（りんぎょうけいえいコンサルタント）とは、森林・林業経営に関わる調査研究・コンサルティングを行うコンサルタント。森林・林業に係る計画、経営計画等の立案、林業作業システムの設計等を含む林業の経営改善に係るコンサルティングを中心に、森林の多面的機能を維持するための取組支援を担う。森林コンサルタントが主に森林土木に関する事項を取り扱う技術コンサルタント・建設コンサルタント系統の技術職なのに対し、経営コンサルタント系統の職。

## 概要
昭和54年8月の農林水産事務次官通達「林業経営基盤の強化等の促進のための資金の融通等に関する暫定措置法の施行」で4．公庫が行う林業経営育成資金（生産方式合理化）の貸付けに、林業経営に関し専門的知識を有する者の助言又は指導を受けること、を提示している。4の（２）ウについては、施業が適切に実施されていないような森林において収益性の高い経営を行うために、林業経営コンサルタント等を利用することが必要とされることから、これを定めたものとしている。
このため、林野庁が示す 林業金融・税制制度における 日本政策金融公庫資金の貸付条件にある生産方式合理化資金では、その使途は林業経営改善計画に基づいて行う生産方式の合理化に必要な資金であり、林業機械リース料一括前払いの他に研修と経営コンサルタント等のための資金としている。
森林整備加速化・林業再生事業において補助金を活用して事業を実施する場合、補助事業の透明性や客観性、適正な執行が強く求められる。このため、費用対効果分析や事業内容によっては経営コンサルタントによる経営指導の実施などが必要となる。
農林水産省/森林・林業白書にも林業の担い手の確保・育成/林業事業体の雇用管理の改善として、林業労働力確保支援センター運営の他に、林業経営コンサルタント等による事業体の経営指導、経営者等の雇用管理研修、指導員の能力向上のための研修等を行ったと記載している。
森林の間伐等の実施の推進に関する特別措置法第4条第1項の規定により定められた道府県基本方針により定める特定間伐等促進計画には一般に、森林経営計画の作成及びこれに基づく間伐等の森林施業の推進並びに提案型施業の実施の推進に関することで、年間を通じた林業従事者の就労を確保するため、林業事業体における森林整備事業の掘り起こしの他に林業経営コンサルタントなどの人材活用を定めている。